# Stuart Kevin Parker
Stuart Kevin Parker (Nantwich, 13 aprile 1963) è un ex calciatore inglese, di ruolo portiere.

## Carriera
Tra il 1979 ed il 1982 gioca nelle giovanili dei gallesi del Wrexham, con i quali nella stagione 1982-1983, all'età di 19 anni, esordisce tra i professionisti, giocando una partita nella terza divisione inglese. La sua prima presenza da professionista è in realtà l'incontro di Coppa del Galles vinto per 4-0 in casa contro l'Oswestry Town il 3 dicembre 1982. Nella stagione 1983-1984, disputata in quarta divisione dopo la retrocessione dell'anno precedente, gioca con frequenza leggermente maggiore: scende infatti in campo in 9 partite di campionato, in una partita di FA Cup, in una partita di Coppa di Lega ed in 4 partite di Coppa del Galles, competizione nella quale i Red Dragons vengono sconfitti in finale dagli inglesi dello Shrewsbury Town, qualificandosi di conseguenza per la Coppa delle Coppe 1984-1985 (nella quale lo Shrewsbury Town non poteva rappresentare la Federazione gallese essendo un club inglese). Nella stagione 1984-1985 Parker gioca poi 4 partite (con 7 gol subiti) in Coppa delle Coppe (ovvero tutte quelle disputate dal club stesso nella competizione: più precisamente, si tratta delle doppie sfide con i portoghesi del Porto nei sedicesimi di finale e con gli italiani della Roma negli ottavi di finale); nella medesima annata disputa anche 21 partite in campionato, una partita in FA Cup, 2 partite in Coppa di Lega, una partita in Football League Trophy e 3 partite in Coppa del Galles. A fine anno, dopo 51 presenze fra tutte le competizioni ufficiali (31 delle quali in campionato: saranno anche le sue uniche presenze in carriera nei campionati della Football League).
Nella stagione 1985-1986 gioca nei gallesi dell'Oswestry Town; continua poi a giocare per un ulteriore decennio (si ritira infatti nel 1996, all'età di 33 anni) con vari club semiprofessionistici gallesi (nella stagione 1995-1996, la sua ultima da giocatore, è contemporaneamente anche allenatore del Brymbo, club di Cymru Alliance in cui militava in quell'annata).

## Palmarès

### Giocatore

#### Competizioni nazionali
- Welsh National League (Wrexham Area): 1

Lex XI: 1988-1989
- North East Wales FA Challenge Cup: 1

Brymbo: 1995-1996

### Allenatore

#### Competizioni nazionali
- North East Wales FA Challenge Cup: 1

Brymbo: 1995-1996